# Staffelberg
Le Staffelberg est une montagne de Bavière, en Allemagne. Elle fait partie de la Suisse franconienne et c'est un des reliefs les plus remarquables de la Franconie.

## Histoire

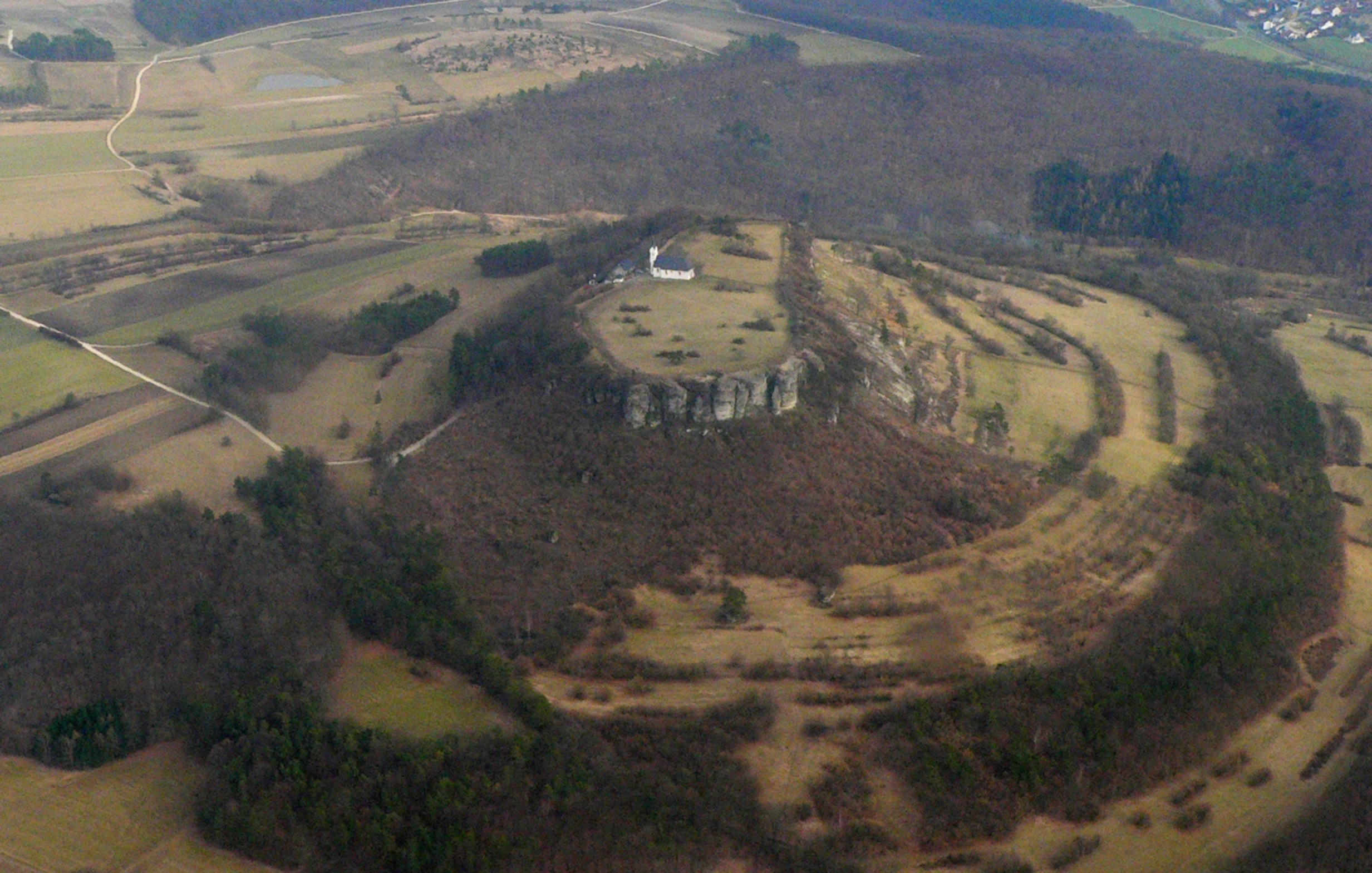
Vue d'ensemble du site

Les premières implantations humaines datent du Néolithique. Les Romains, les Celtes et les Franconiens suivirent. Au IIe siècle av. J.-C., le géographe grec Claude Ptolémée y situait l’oppidum celte de Menosgada, abandonné vers 30 av. J.-C.

## Tourisme

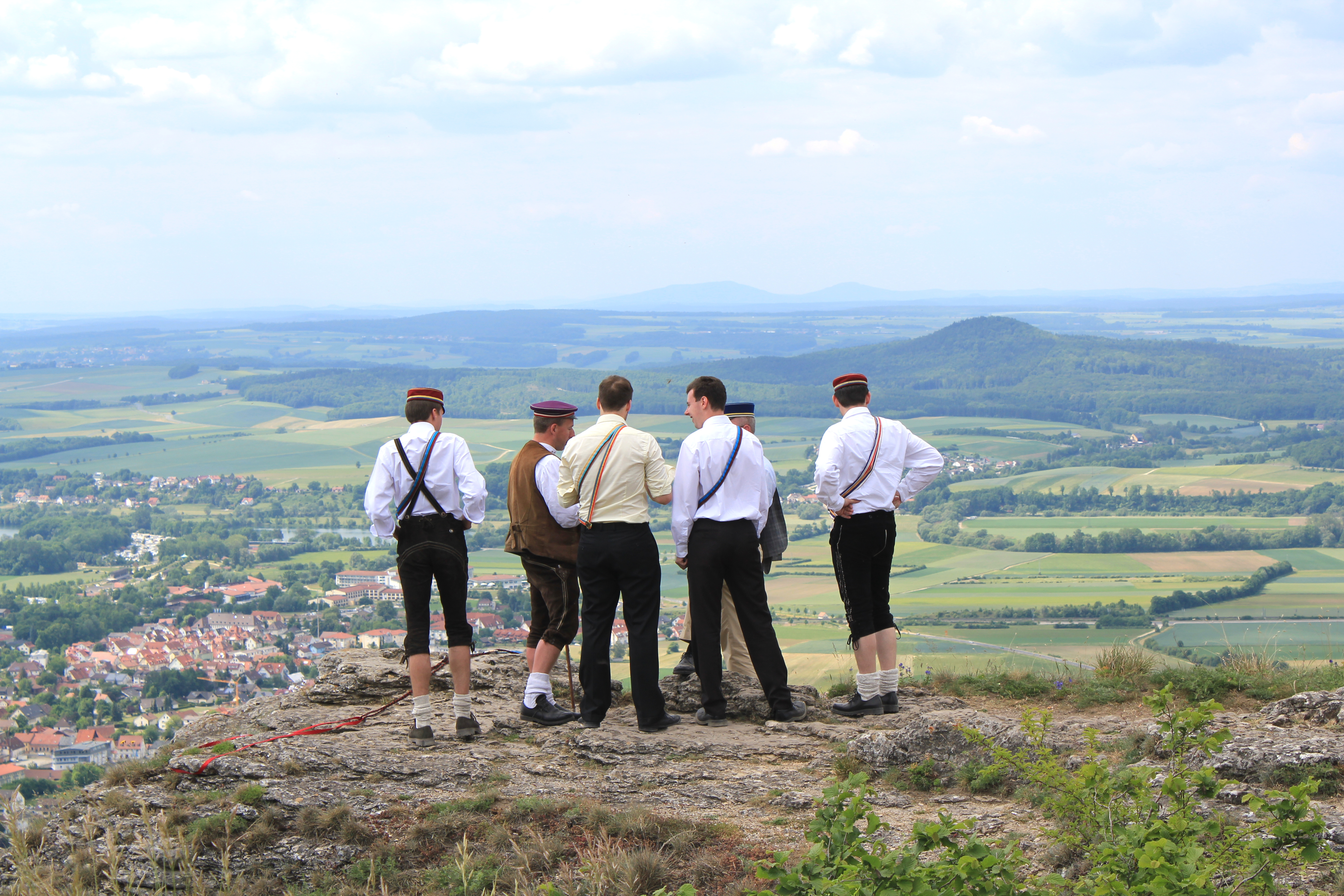
Panorama

De nos jours, cette montagne constitue une attraction touristique prisée. Elle permet des promenades (à pied, vélo tout-terrain ou escalade) avec une vue sur le Main.
Elle est proche de la basilique des Quatorze-Saints et du chef-lieu d'arrondissement, Lichtenfels. Au pied de la montagne se trouve la ville de Bad Staffelstein. Au sommet se trouvent une petite église et un restaurant.

## Protection
L'ensemble de la colline est protégé par les lois sur l'environnement[Lesquelles ?].